# Beijing Luling
Der Beijing Luling war ein Pkw-Modell der chinesischen Marke Beijing.

## Beschreibung
Das Fahrzeug wurde erstmals im Juli 2005 präsentiert. 2008 stand es noch im Angebot. Es ist unklar, wann es eingestellt wurde.
Die Fahrzeugcodes lauteten BJ2031 und BJ6520. Die Basis bildete der Beijing Luling Pickup mit dem Code BJ1021.
Es war ein Sport Utility Vehicle, der wahlweise fünf oder sieben Personen Platz bot. Der Radstand betrug 3025 mm. Das Fahrzeug war zwischen 4830 mm und 5210 mm lang. Die Breite betrug 1692 mm, 1730 mm oder 1810 mm. Für die Höhe werden 1830 mm, 1895 mm, 1930 mm und 1945 mm genannt. Das Leergewicht war mit 1580 kg, 1655 kg, 1710 kg und 1720 kg angegeben.
Genannt werden die folgenden Vierzylindermotoren: 1997 cm³ Hubraum mit 85 kW Leistung, 2237 cm³ Hubraum mit 76 kW, 2660 cm³ Hubraum mit 65 kW und 2771 cm³ Hubraum mit 65 kW.
Es ist sowohl Allradantrieb als auch Zweiradantrieb überliefert.